# 叉尾絲鰭笛鯛
叉尾絲鰭笛鯛，為輻鰭魚綱鱸形目鱸亞目笛鯛科的其中一種，分布於東大西洋區，從茅利塔尼亞至納米比亞海域，棲息深度15-300公尺，體長可達75公分，生活在珊瑚、岩石底質海域，屬肉食性，以魚類、頭足類等為食，可作為食用魚。